# Eugen Trică
Eugen Trică (ur. 5 sierpnia 1976 w Teslui) – rumuński piłkarz grający na pozycji lewego pomocnika, a także trener.

## Kariera klubowa
Karierę piłkarską Trică rozpoczynał w klubie Universitatea Krajowa. W 1994 roku awansował do kadry pierwszej drużyny. 17 czerwca 1995 zadebiutował w pierwszej lidze rumuńskiej w przegranym 4:5 wyjazdowym meczu z Electroputere Craiova. W sezonie 1994/1995 wywalczył z Universitateą wicemistrzostwo Rumunii.
W 1998 roku Trică odszedł z Universitatei do Steauy Bukareszt. W sezonie 2000/2001 został po raz pierwszy w karierze mistrzem kraju, a latem 2001 zdobył Superpuchar Rumunii. W sezonie 2002/2003 wywalczył wicemistrzostwo Rumunii.
Latem 2003 roku Trică przeszedł do bułgarskiego Liteksu Łowecz. W sezonie 2003/2003 zdobył z Liteksem Puchar Bułgarii. W 2005 roku odszedł do Maccabi Tel Awiw, a po pół roku gry w Izraelu wrócił do Bułgarii i do 2007 roku występował tam w CSKA Sofia. W latach 2006–2007 dwukrotnie z rzędu wywalczył wicemistrzostwo Bułgarii. Z CSKA zdobył też krajowy puchar w 2006 roku i superpuchar w tym samym roku.
W 2007 roku Trică wrócił do Rumunii i został zawodnikiem CFR Cluj. W sezonie 2007/2008 wywalczył dublet (mistrzostwo i puchar kraju). W 2008 roku został wypożyczony na pół sezonu do Anorthosisu Famagusta.
W sezonie 2009/2010 Trică grał w Universitatei Craiova, a w 2010 roku przeszedł do drugoligowej Concordii Chiajna. W sezonie 2010/2011 wywalczył z nią awans do pierwszej ligi Rumunii.
| Sezon   | Klub                  | Kraj     | Rozgrywki                 | Mecze | Bramki |
| ------- | --------------------- | -------- | ------------------------- | ----- | ------ |
| 1994/95 | Universitatea Krajowa | Rumunia  | Divizia A                 | 1     | 0      |
| 1995/96 | Universitatea Krajowa | Rumunia  | Divizia A                 | 24    | 0      |
| 1996/97 | Universitatea Krajowa | Rumunia  | Divizia A                 | 24    | 5      |
| 1997/98 | Universitatea Krajowa | Rumunia  | Divizia A                 | 32    | 7      |
| 1998/99 | Universitatea Krajowa | Rumunia  | Divizia A                 | 10    | 2      |
| 1998/99 | Steaua Bukareszt      | Rumunia  | Divizia A                 | 21    | 2      |
| 1999/00 | Steaua Bukareszt      | Rumunia  | Divizia A                 | 29    | 3      |
| 2000/01 | Steaua Bukareszt      | Rumunia  | Divizia A                 | 30    | 7      |
| 2001/02 | Steaua Bukareszt      | Rumunia  | Divizia A                 | 24    | 6      |
| 2002/03 | Steaua Bukareszt      | Rumunia  | Divizia A                 | 26    | 3      |
| 2003/04 | Liteks Łowecz         | Bułgaria | A PFG                     | 28    | 11     |
| 2004/05 | Liteks Łowecz         | Bułgaria | A PFG                     | 26    | 11     |
| 2005/06 | Maccabi Tel Awiw      | Izrael   | Ligat ha’Al               | 10    | 1      |
| 2005/06 | CSKA Sofia            | Bułgaria | A PFG                     | 9     | 1      |
| 2006/07 | CSKA Sofia            | Bułgaria | A PFG                     | 25    | 16     |
| 2007/08 | CFR Cluj              | Rumunia  | Liga I                    | 30    | 13     |
| 2008/09 | Anorthosis Famagusta  | Cypr     | Protathlima A’ Kategorias | 12    | 2      |
| 2008/09 | CFR Cluj              | Rumunia  | Liga I                    | 16    | 2      |
| 2009/10 | CFR Cluj              | Rumunia  | Liga I                    | 1     | 0      |
| 2009/10 | Universitatea Krajowa | Rumunia  | Liga I                    | 17    | 1      |
| 2010/11 | Concordia Chiajna     | Rumunia  | Liga II                   | 17    | 6      |
| 2011/12 | Concordia Chiajna     | Rumunia  | Liga I                    | 5     | 0      |

## Kariera reprezentacyjna
W reprezentacji Rumunii Trică zadebiutował 3 marca 1999 roku w wygranym 2:0 towarzyskim meczu z Estonią. W swojej karierze grał w eliminacjach do Euro 2008. Od 1999 do 2007 roku rozegrał w kadrze narodowej 4 mecze.
| Mecze i gole w reprezentacji | Mecze i gole w reprezentacji | Mecze i gole w reprezentacji | Mecze i gole w reprezentacji | Mecze i gole w reprezentacji | Mecze i gole w reprezentacji | Mecze i gole w reprezentacji |
| #                            | Data                         | Stadion                      | Rywal                        | Wynik                        | Gol                          | Rozgrywki                    |
| 1999                         | 1999                         | 1999                         | 1999                         | 1999                         | 1999                         | 1999                         |
| ---------------------------- | ---------------------------- | ---------------------------- | ---------------------------- | ---------------------------- | ---------------------------- | ---------------------------- |
| 1.                           | 03.03.1999                   | Bukareszt, Rumunia           | Estonia                      | 2:0                          | 0                            | towarzyski                   |
| 2001                         |                              |                              |                              |                              |                              |                              |
| 2.                           | 26.02.2001                   | Nikozja, Cypr                | Ukraina                      | 1:0                          | 0                            | towarzyski                   |
| 2007                         |                              |                              |                              |                              |                              |                              |
| 3.                           | 08.09.2007                   | Mińsk, Białoruś              | Białoruś                     | 3:1                          | 0                            | el. ME 2008                  |
| 4.                           | 17.11.2007                   | Sofia, Bułgaria              | Bułgaria                     | 1:0                          | 0                            | el. ME 2008                  |